# Nhật Bản xâm chiếm vùng vịnh Lamon
Cuộc hành quân xâm lược vùng vịnh Lamon của Nhật Bản (Tiếng Philippines: Paglusob ng mga Hapones sa Look ng Lamon) là nhiệm vụ thứ hai trong cuộc hành quân xâm lược vùng vịnh Lingayen trong Chiến dịch xâm lược Philippines của Nhật Bản. Việc bảo vệ thành công bờ biển phía đông nam Manila sẽ giúp quân Nhật trong việc bao vây hoàn toàn thủ đô Manila và sẽ tiến hành một cuộc tấn công nghi binh từ lực lượng đổ bộ chính của Nhật Bản từ phía bắc.

## Bố trí lực lượng
Vịnh Lamon là một vịnh lớn trên bờ biển phía đông cuả Luzon, phía nam Manila. Tuy nhiên, vào tháng 12, những cơn gió to nổi lên đã khiến nó trở thành một bãi đáp nghèo nàn và nó bị cô lập với Manila bởi eo đất Tayabas.
Lực lượng xâm lược vịnh Lamon được chỉ huy bởi Trung tướng Susumu Morioka, bao gồm 7,000 người thuộc Sư đoàn Bộ binh 16 Nhật Bản. Morioka kêu gọi một cuộc đổ bộ gồm 3 mũi nhọn lên Mauban, Atimonan, và Siain, với lực lượng của mình để tiến lên ngay lập tức khi đổ bộ dọc theo Đường 1 về phía Laguna de Bay mà không cần chờ đợi để bảo vệ địa điểm đổ bộ hẹp.
Lực lượng đổ bộ khởi hành từ Amami Ōshima vào ngày 17 tháng 12 gồm 24 tàu vận tải chỉ sáu giờ sau khi lực lượng đổ bộ vịnh Lingayen khởi hành từ Đài Loan. Lực lượng đổ bộ vịnh Lamon chỉ được hộ tống bởi 4 khu trục hạm và 4 tàu quét mìn, nhưng trên đường đi, chúng được Chuẩn Đô đốc Kyuji Kubo gia nhập với một tuần dương hạm hạng nhẹ, 2 khu trục hạm, 2 tàu quét mìn và 1 tàu rải mìn từ Chiến dịch Legazpi. Vào ngày 23 tháng 12, đoàn tàu vận tải bị phát hiện bởi USS Sculpin (SS-191), nhưng tàu ngầm Mỹ không thể gây ra bất kỳ thiệt hại nào. Sáng ngày 24 tháng 12, đoàn tàu vận tải đi đến vịnh Lamon.
Sự phản kháng của Mỹ đối với các cuộc đổ bộ này rất vô tổ chức. Khu vực này trên danh nghĩa nằm dưới sự kiểm soát của Thiếu tướng George M. Parker và Lực lượng Nam Luzon với Sư đoàn 41 Philippines và một phần của Sư đoàn 51. Phần lớn Sư đoàn 51 đã được di chuyển về phía nam để chống lại cuộc hành quân xâm lược Legazpi của Nhật Bản. Các đội quân khác vẫn đang trong quá trình di chuyển vào vị trí khi quân Nhật đổ bộ, và bị thiếu pháo. Những khẩu pháo nhỏ mà Lực lượng Nam Luzon sở hữu đều dựa trên bờ biển phía tây và MacArthur từ chối yêu cầu bổ sung súng ống của Tướng Parker nhiều lần.
Lực lượng đổ bộ vịnh Lamon bao gồm các tàu chiến sau:
- 1 tuần dương hạm hạng nhẹ (Nagara)
- 1 tuần dương hạm hạng nặng (Ashigara)
- 6 khu trục hạm (Kawakaze, Suzukaze, Tokitsukaze, Umikaze, Yamakaze, Yukikaze)
- 1 tàu rải mìn (Aotaka)
- 2 tàu quét mìn (W-7 và W-8)
- 1 pháo hạm/tàu rải mìn (Ikushima Maru)
- 4 pháo hạm (Busho Maru, Keiko Maru, Kanko Maru, Myoken Maru)
- 2 tàu săn ngầm (Shonan Maru số 17, Takunan Maru số 5)
- 1 tàu đặt lưới (Fukuei Maru số 15)
- 20 tàu vận tải Lục quân Đế quốc Nhật Bản (Bengal Maru, Dainichi Maru, Durban Maru, Kaimei Maru, Kayo Maru, Kitano Maru, Kofuku Maru, Lisbon Maru, Nagato Maru, Nichiren Maru, Ryoka Maru, Ryuyo Maru, Shinsei Maru, Shinshu Maru, Taian Maru, Tamon Maru số 5, Tatsuno Maru, Tofuku Maru, Toyama Maru, Toyohashi Maru)
- 4 tàu vận tải Hải quân Đế quốc Nhật Bản (Hakusan Maru, Kimishima Maru, Myoko Maru, Senko Maru)

## Đổ bộ
Đơn vị Nhật đầu tiên đổ bộ là Tiểu đoàn 2 thuộc Trung đoàn Bộ binh 20 dưới quyền Trung tá Nariyoshi Tsunehiro tại Mauban. Lên bờ lúc rạng sáng ngày 24 tháng 12 dưới sự yểm trợ của máy bay do tàu chở thuỷ phi cơ Mizuho yểm trợ, quân Nhật ngay lập tức bị Sư đoàn Bộ binh 1 Philippines tấn công, vốn đang đào chiến hào trên bãi biển. Máy bay Mỹ cũng tấn công đoàn tàu vận tải. Tuy nhiên, đến 08:00, quân đội Philippines đã bị đẩy ra khỏi bãi biển và đến 08:30, thị trấn Mauban đã rơi vào tay người Nhật. Quân đội Philippines rút lui 5 dặm về phía tây, nhằm ngăn chặn bước tiến của quân Nhật về phía Lucban và bờ phía nam của Laguna de Bay vào lúc 14:30.
Biệt đội thứ hai, với Tiểu đoàn 1 thuộc Trung đoàn Bộ binh 20 đổ bộ mà không gặp phải sức kháng cự nào tại Sianin để yểm trợ cho sườn trái của lực lượng xâm lược chính, và hoạt động như một lực lượng dự bị. Một đại đội được phái đến dọc theo Đường sắt Manila đến vịnh Tayabas và lực lượng chính di chuyển về phía đông nam để gia nhập với Biệt đội Kimura, đang di chuyển về phía tây bắc từ Legazpi. Các đội quân gia nhập vào ngày 27 tháng 12, cắt đứt tuyến đường rút lui của những người sống sót thuộc Sư đoàn 51 Philippines vẫn đang rút lui khỏi Legazpi.
Lực lượng chính của Morioka đổ bộ lên bờ cách Atimonan 2 dặm về phía nam. Điều này bao gồm phần lớn Trung đoàn Bộ binh 20, Trung đoàn Trinh sát 16, và Trung đoàn Pháo dã chiến 22. Trung đoàn Bộ binh 20 chiếm đóng Atimonan vào lúc 11:00 bất chấp sự kháng cự dữ dội từ Quân đội Philippines, trong khi Trung đoàn Trinh sát 16 bỏ qua thị trấn và vượt qua những ngọn núi đến Malicbuy, nơi Tiểu đoàn 2 thuộc Sư đoàn Bộ binh 52 Philippines vẫn đang trong quá trình thiết lập phòng thủ. Với sự hỗ trợ của các máy bay ném bom thuộc Trung đoàn Khôg quân 8 Nhật Bản, Trung đoàn Trinh sát 16 nhanh chóng áp đảo các lực lượng phòng thủ.
Tuyến phòng thủ tiếp theo của người Mỹ được thiết lập tại một con sông gần Binahaan, khoảng 4 dặm về phía tây của Malicbuy. Tuy nhiên, đến cuối buổi chiều, lực lượng chính của Tướng Morioka đã hoàn thành trong việc tiến hành các hoạt động càn quét ở Atimonan, và do đó người Nhật đã có thể đưa toàn bộ lực lượng của họ chống lại các vị trí của người Mỹ tại Binahaan. Người Mỹ rút lui vào ban đêm dọc theo Đường số 1 đến Pagbilao, cùng với việc bị quân Nhật truy kích.

## Hậu quả
Đến tối ngày 24 tháng 12, quân Nhật đã đổ bộ thành công lên vịnh Lamon, với cái giá phải trả chỉ có 84 người chết và 184 người bị thương đã hoàn thành việc bao vây các lối tiếp cận Manila từ phía nam. Ở phía bắc, các lực lượng xâm lược vịnh Lingayen cũng đạt được mục tiêu tương tự trong việc bảo vệ các lối tiếp cận phía bắc và phía đông đến Manila. Tướng Masaharu Homma, người có ý kiến không tốt về khả năng chiến của Sư đoàn Bộ binh 16 Nhật Bản dựa trên thành tích chiến đấu ở Trung Quốc, đã bày tỏ sự ngạc nhiên đáng kể về thành công này. Đến tối ngày 24 tháng 12, Tướng Homma chuyển bộ tham mưu của mình lên bờ tại Bauang, nơi ông thiết lập Sở chỉ huy Tập đoàn quân 14 Nhật Bản để chuẩn bị cho cuộc tấn công cuối cùng vào Manila.